# B5 (Zypern)
Die B5 ist eine Hauptstraße erster Ordnung in Zypern. Sie verbindet die Hafenstadt Larnaka mit der Hauptstraße B1 in der Höhe des Ortes Kofinou auf einer Strecke von etwa 20 km.

## Verlauf
Die B5 beginnt im Stadtgebiet von Larnaka im Südosten der Insel unweit der B2 und verläuft von hier an in südwestliche Richtung vorbei am Bekir-Pascha-Aquädukt. Westlich der Stadt kreuzt sie die A3, welche vom Flughafen Larnaka kommt und verläuft fortan parallel zur A5. Nach Durchquerung der Orte Alethriko und Anglisides trifft die Straße in Kofinou, nahe der Autobahn 1, schließlich auf die B1.